# Emmanuel Trégoat
Emmanuel Trégoat (26 september 1962) is een Frans voetbalcoach en voormalig voetballer.

## Trainerscarrière
Trégoat begon zijn trainerscarrière bij het B-elftal van Sport Union Dives Cabourg. Daarna werd hij assistent-trainer bij AS Trouville-Deauville, Red Star FC en Racing Club de France Football. In het seizoen 2013/14 coachte hij het B-elftal van Paris FC.
In 2014 werd hij bondscoach van Tsjaad. In december van dat jaar won hij met Tsjaad de CEMAC Cup 2014, een toernooi tussen de lidstaten van de CEMAC. Na zijn bondscoachschap was hij in het seizoen 2016/17 trainer van AS Saint-Ouen-l'Aumône in de CFA 2. Trégoat eindigde tweede in de C-groep van deze divisie, waarna hij op het einde van het seizoen bekroond werd tot beste trainer van deze groep. Een maand later werd hij verrassend ontslagen bij de club uit de Val-d'Oise.
In juli 2017 werd hij trainer van Wasquehal Football, dat net uit de CFA was getuimeld. In december 2017 werd hij er ontslagen wegens slechte resultaten. Na een jaar zonder club werd hij in januari 2019 trainer van zijn ex-club Racing Club de France in de Championnat National 3. Trégoat deed het met slechts twee nederlagen in veertien competitiewedstrijden niet slecht, maar nadat de vierde plaats in het eindklassement niet voldoende was voor promotie werd hij in juni 2019 ontslagen.
In de zomer van 2019 bego Trégoat aan een tweede termijn als bondscoach van Tsjaad.